# 下田市立稲梓小学校
下田市立稲梓小学校（しもだしりつ いなずさしょうがっこう）は、静岡県下田市にある市立小学校。所在地は下田市椎原224。

## 概要
下田市の山間部、稲梓村地区にある小学校。児童数が少ないわりに学区が広く、バス通学の児童もいる。

## 沿革
- 1873年（明治6年）6月：小学稲生舎の分校として、心斉舎設置。
- 1886年（明治19年）3月：学制改革により、第11学区箕作尋常小学校となる。
- 1892年（明治25年）7月：学制改革により、村立箕作尋常小学校となる。
- 1896年（明治29年）3月：横川尋常小学校を併合し、北湯ヶ野に分教場を置く。
- 1898年（明治31年）5月：高等科を併置し、箕作尋常高等小学校となる。
- 1901年（明治34年）4月：稲梓村立尋常高等小学校と改称する。
- 1901年（明治34年）7月：稲梓村椎原に新校舎を建築する。校舎531.3 m2、運動場1102.2 m2
- 1902年（明治35年）5月：第二校舎を増築する。158.4 m2
- 1908年（明治41年）4月：学制改革により、尋常科6学年、高等科2学年となる。
- 1922年（大正11年）9月：運動場を拡張する。511.7 m2
- 1928年（昭和3年）4月：校舎の移転改増築を実施。
- 1941年（昭和16年）4月：稲梓村立稲梓国民学校と校名を変更する。
- 1947年（昭和22年）4月：稲梓村立稲梓小学校と校名を変更する。
- 1955年（昭和30年）3月：町村合併により、下田町立稲梓小学校と校名を変更する。
- 1958年（昭和33年）2月：講堂落成260 m2（下田小の3教室を移築）
- 1960年（昭和35年）11月：学校牛乳給食を実施する。
- 1962年（昭和37年）12月：給食室落成する。79.75 m2、翌年1月18日より完全給食開始。
- 1963年（昭和38年）4月：下田町立加増野小学校を統合する。
- 1963年（昭和38年）5月：加増野小学校の旧校舎を移築する。理科・図工室148.5 m2
- 1964年（昭和39年）10月：校歌を制定する。作詞今成勝司 作曲高橋 清
- 1970年（昭和45年）4月：特殊学級を新設する。
- 1971年（昭和46年）4月：下田市立須原小学校を統合する。
- 1972年（昭和47年）8月：表校舎屋根瓦葺替工事をする（2年計画）
- 1973年（昭和48年）9月：裏校舎を解体し、新校舎の建築が始まる。

## 学区
椎原・箕作・落合・須原・堀之内・荒増・横川・加増野・相玉・宇土金・北湯ヶ野